# Шахов, Григорий Иванович
Григорий Иванович Шахов (1916—2006) — Комбайнёр Старо-Титаровской МТС Темрюкского района Краснодарского края. Герой Социалистического Труда (20.05.1952).

## Биография
Родился в 1916 году в станице Тамань Таманского отдела Кубанской области, ныне Темрюкского района Краснодарского края, в семье крестьянина. Русский. Окончил курсы механизаторов в городе Ростове-на-Дону.
Участник Великой Отечественной войны с июля 1941 года. Боевое крещение получил на Западном фронте командиром орудия 317-го артиллерийского полка 36-й стрелковой дивизии (5-я армия), 25 августа 1941 года был ранен. После излечения с марта 1942 года продолжил воевать на Харьковском направлении командиром орудия 507-го артиллерийского полка (38-я армия), 7 октября 1942 года был тяжело ранен в ногу. После излечения боевой путь продолжил старшиной батареи учебного дивизиона 38-го запасного артиллерийского полка, награждён орденом Славы 3-й степени.
После демобилизации старшина Шахов вернулся на родину и работал механизатором в винодельческом совхозе имени Ильича, а после создания Старо-Титаровской машинно-тракторной станции (МТС) — комбайнёром. В 1951 году Григорий Иванович за 25 рабочих дней комбайном «Сталинец-6» намолотил с убранной площади 9941 центнер зерновых культур.
Указом Президиума Верховного Совета СССР от 20 мая 1952 года за достижение высоких показателей на уборке и обмолоте зерновых и масличных культур в 1951 году Шахову Григорию Ивановичу присвоено звание Героя Социалистического Труда с вручением ордена Ленина и золотой медали «Серп и Молот.
Этим же указом высокого звания были удостоены ещё двое комбайнёров Старо-Титаровской МТС Ф. Н. Батицкий  и Герой Советского Союза В. И. Головченко, которых Григорий Иванович превзошёл в намолоте более чем на тысячу центнеров зерна.
Неоднократно становился участником Всесоюзной сельскохозяйственной выставки (ВСХВ). Заслуженный работник сельского хозяйства (09.01.1996).

## Награды
Диплом «Заслуженный работник сельского хозяйства».
- Герой Социалистического Труда (20.05.1952)
- Орден Ленина(20.05.1952)
- Орден Трудового Красного Знамени (21.05.1951)
- Орден Трудового Красного Знамени (21.08.1953)
- Орден Отечественной войны II степени (1985)[3]
- Орден Славы III степени (06.11.1945(9))[4]
- Медаль Жукова (1994)
- Медаль «В ознаменование 100-летия со дня рождения Владимира Ильича Ленина» (6 апреля 1970)
- Медаль «За доблестный труд»
- Медаль «За победу над Германией в Великой Отечественной войне 1941—1945 гг.» (9 мая 1945[5])[6]
- Юбилейная медаль «Двадцать лет Победы в Великой Отечественной войне 1941—1945 гг.» (7 мая 1965[7])
- Юбилейная медаль «Тридцать лет Победы в Великой Отечественной войне 1941—1945 гг.»[8]
- Медаль «Сорок лет Победы в Великой Отечественной войне 1941-1945 гг.»[9]
- Медаль «Ветеран труда»
- Медаль «30 лет Советской Армии и Флота»[10]
- Юбилейная медаль «40 лет Вооружённых Сил СССР»[11]
- Юбилейная медаль «50 лет Вооружённых Сил СССР» (26 декабря 1967[12])
- Юбилейная медаль «60 лет Вооружённых Сил СССР» (28 января 1978[13])
- Юбилейная медаль «70 лет Вооружённых Сил СССР» (28 января 1988[14])
- Знак «Гвардия»
- Знак МО СССР «25 лет Победы в Великой Отечественной войне» (24 апреля 1970[1])

## Память
- На могиле Героя установлен надгробный памятник.
- Имя Героя золотыми буквами вписано на мемориальной доске в Краснодаре.
- Занесен в Книгу Почёта района и на аллею Трудовой Славы Темрюкского района.